# جو ديلون
جو ديلون (بالإنجليزية: Joe Dillon)‏ هو لاعب كرة قاعدة أمريكي، ولد في 2 أغسطس 1975 في موديستو في الولايات المتحدة.

## وصلات خارجية
- جو ديلون على موقع دوري كرة القاعدة الرئيسي (الإنجليزية)
- جو ديلون على موقع الدوري الياباني لكرة القاعدة (الإنجليزية)
- جو ديلون على موقعبيزبول رفرنس.كوم (الدوري الرئيسي) (الإنجليزية)
- جو ديلون على موقعبيزبول رفرنس.كوم (الدوري الثانوي) (الإنجليزية)
- جو ديلون على موقع إي إس بي إن.كوم (أم.أل.بي) (الإنجليزية)
- جو ديلون على موقع مشجعي الرسوم البيانية (الإنجليزية)